# クッチャロ湖

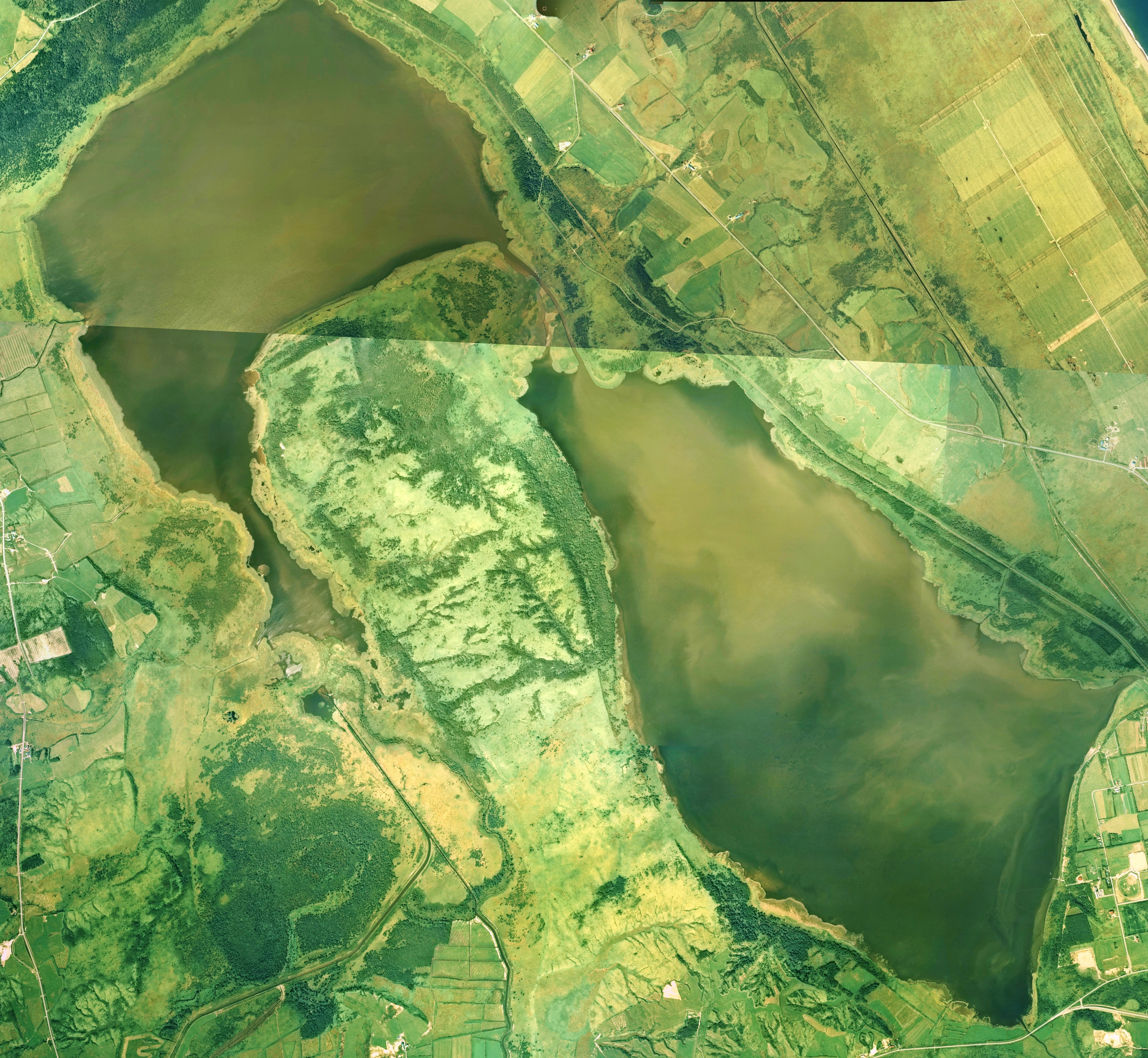
クッチャロ湖周辺の空中写真。1977年撮影の18枚を合成作成。
。

クッチャロ湖（クッチャロこ）は、北海道北部、宗谷総合振興局管内枝幸郡浜頓別町に存在する周囲約27 kmの汽水湖である。
「中島」または「だいどうの森」と呼ばれる半島に分断された、北西側の小沼と南東側の大沼の2つの湖盆からなる。「湖」と名の付く湖沼の中では礼文島にある久種湖に続いて日本で北から2番目に位置する（北方領土を含まず）。北オホーツク道立自然公園に含まれる。
1989年7月6日に、ラムサール条約に日本で3番目に登録された。また環境省による日本の重要湿地500の指定地となっている。
名称の由来は、アイヌ語のkut-char（沼の水が流れ出る口）。屈斜路湖と同語源である。

## 地理
オホーツク海沿いに開けた頓別平野の南部にある。仁達内川河谷の溺れ谷が、砂州によってオホーツク海と隔てられた海跡湖。頓別平野にはポロ沼、モケウニ沼など砂州で閉塞された海跡湖が並ぶが、これらの砂州は北部の台地の侵食により生じた砂礫が、沿岸流によって南東へ運ばれたものである。
仁達内川が南から小沼に流れ込み、安別川や北にあるポン沼などの水をここで集める。小沼東端からは1 kmほどの長さの狭い水路を通じて大沼に連絡している。大沼東端からクッチャロ川として流れ出し、海岸付近で頓別川と合流してオホーツク海に注ぐ。下流部を通じて海水が入り込む大沼は塩分濃度が高いが、浅く狭い水路を隔てた小沼は淡水に近い。

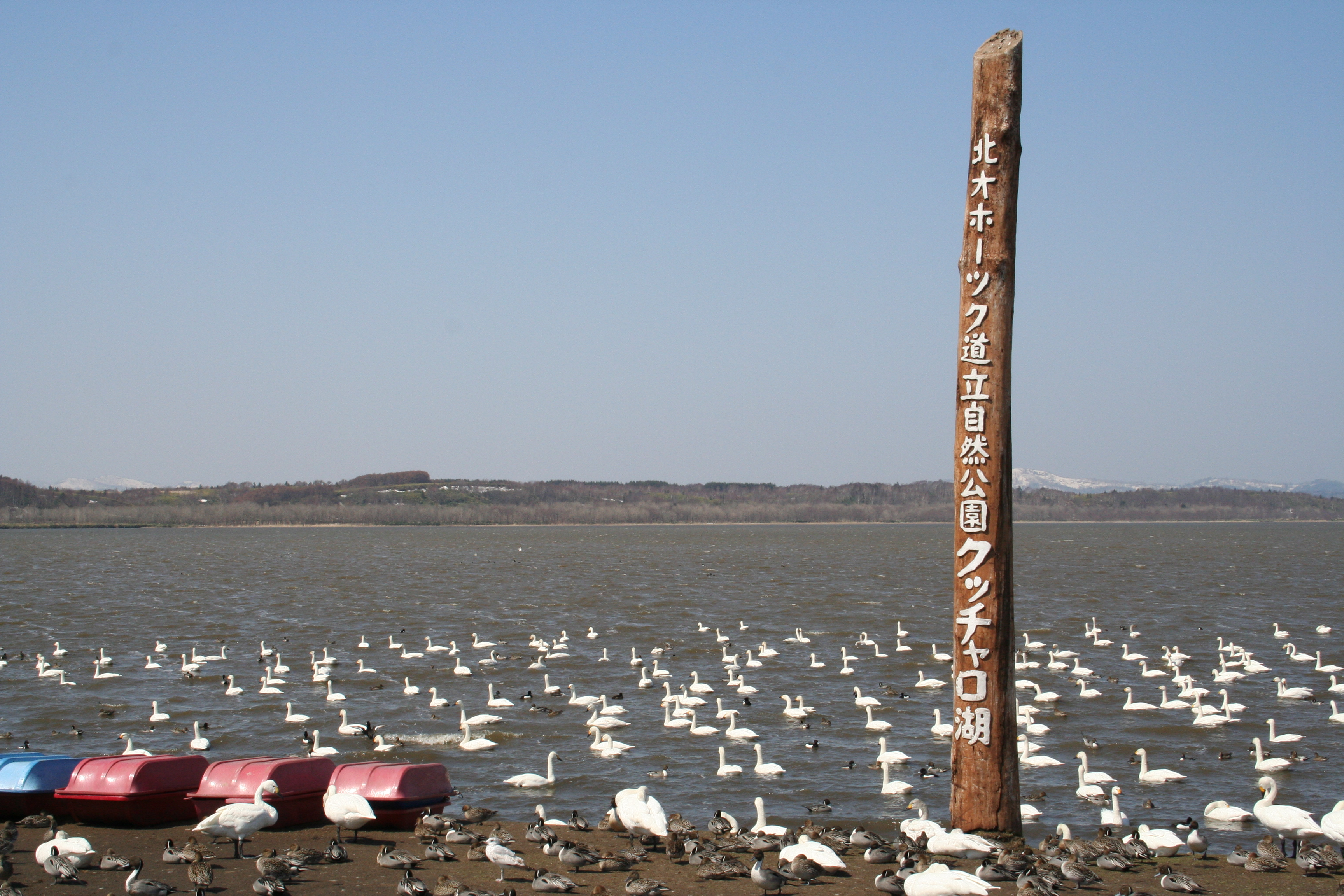
2006年5月
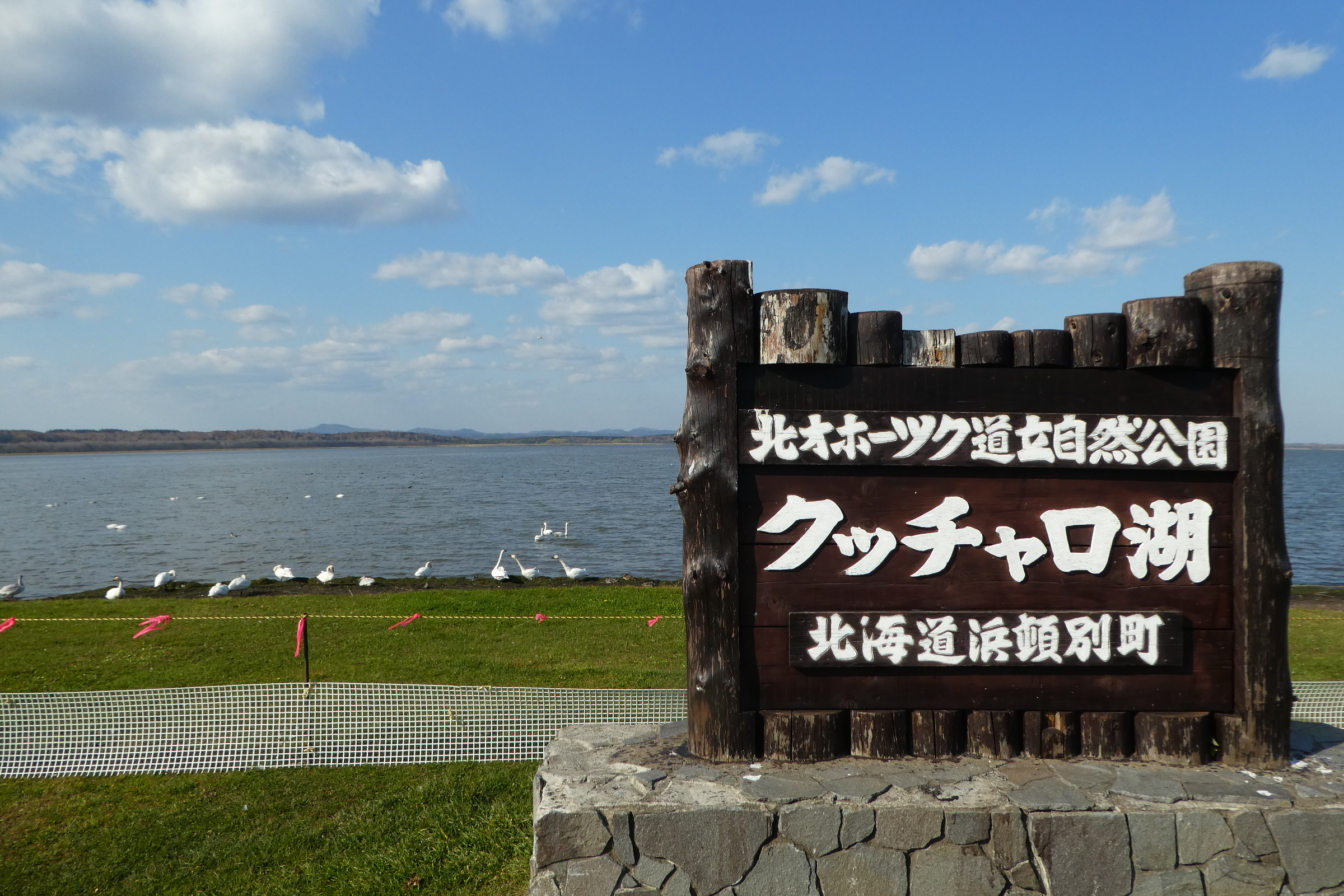
2017年10月

## 生物
湖の南岸は泥炭地が広がり、ヨシやスゲ、あるいはミズゴケの生える湿原となっている。小沼北岸からポン沼にかけてはアカエゾマツ林が見られる。海岸の砂州には砂丘や浜堤列が発達しており、ここには100種以上の北方植物・湿性植物が群生するベニヤ原生花園がある。
日本最大のコハクチョウの中継地で、毎年2万羽ほどが飛来するほか、ヒドリガモ、オナガガモなどカモ類が多く飛来する。また、オジロワシも生息している。

## データ
- 流入河川 : 仁達内川、安別川、オビンナイ川、レカセウシュナイ川
- 流出河川 : クッチャロ川

## 交通
浜頓別市街に近い。国道238号、国道275号などを利用する。JR宗谷本線音威子府駅からバスで約1時間半、稚内駅からバスで約2時間半。

## 内水面漁業
クッチャロ湖に生息するスジエビやワカサギを対象として、商業的な内水面漁業が行われている。その歴史は古く、昭和時代後期には2軒の漁業者がクッチャロ湖での内水面漁業に従事していた。

## 沿革
- 1968年（昭和43年） - 北オホーツク道立自然公園に指定される[7]。
- 1983年（昭和58年）3月31日 - 存続期間を2003年3月30日までとして、国指定浜頓別クッチャロ湖鳥獣保護区（集団渡来地）に指定し[8]、一部を特別保護地区とした[9]（面積2,803 ha、うち特別保護地区1,607 ha）。
- 1989年（平成元年）7月6日 - クッチャロ湖および周辺の1,607 haの地域がラムサール条約登録湿地に登録された[2]。日本では釧路湿原、伊豆沼・内沼に次ぐ3番目の登録湿地である。
- 1999年（平成11年） - 東アジア地域ガンカモ類重要生息地に指定される。
- 2002年（平成14年）3月31日 - 存続期間を2023年3月30日までとして、浜頓別クッチャロ湖鳥獣保護区特別保護地区を改めて指定する[10]。
- 2003年（平成15年）3月31日 - 存続期間を2023年3月30日までとして、浜頓別クッチャロ湖鳥獣保護区の区域を変更する[11]。